# El Capitán Misterio
El Capitán Misterio fue una serie de aventuras creada entre 1944 y 1949 por Emilio Freixas, la más famosa de las suyas, junto a El Murciélago Humano y Sir Black.

## Trayectoria editorial
"El Capitán Misterio" fue creado en 1944 para la Colección Mosquito, el proyecto de edición independiente del propio Emilio Freixas, su hijo Carlos y Ángel Puigmiquel.
En Argentina, donde también se editó, fue conocido como «capitán Esfinge».

## Argumento e historietas
"El Capitán Misterio" es un justiciero encapuchado que enfrenta revueltas indígenas en las colonias, junto a sus compañeros Pancho Tonelada y Balín.
| Título                                                 | Publicación                     | Número de páginas | Fecha             |
| ------------------------------------------------------ | ------------------------------- | ----------------- | ----------------- |
| «El Capitán Misterio y La Secta de Saong»              | Colección Mosquito núm. 3       | 8                 | 1944              |
| Argumento:                                             |                                 |                   |                   |
| «En las Selvas Oceánicas, con el Capitán Misterio»     | "El Gran Chicos" núms. 1 al 14  | 14                | 10/1945 a 12/1946 |
| Argumento:                                             |                                 |                   |                   |
| «La Reina de Tanit, una aventura del Capitán Misterio» | "El Gran Chicos" núms. 15 al 30 | 15                | 02/1947 a 07/1948 |
| Argumento:                                             |                                 |                   |                   |
| «El Tigre Sagrado con El Capitán Misterio»             | "Chicos" núms. 532 al 537       | 5                 | 05/1949 a 07/1949 |
| Argumento:                                             |                                 |                   |                   |

## Estilo y valoración
El Capitán Misterio muestra, en lo argumental, similitudes con "The Phantom", al mismo tiempo que su estilo gráfico remite al de Alex Raymond.